# Piestopleura foersteri
Piestopleura foersteri är en stekelart som beskrevs av Jean-Jacques Kieffer 1926. Piestopleura foersteri ingår i släktet Piestopleura och familjen gallmyggesteklar. Inga underarter finns listade i Catalogue of Life.